# Rosarno
Rosarno és un comune (municipi) de la Ciutat metropolitana de Reggio de Calàbria, a la regió italiana de Calàbria, situat a uns 70 km al sud-oest de Catanzaro i a uns 50 km al nord-est de Reggio de Calàbria. A 1 de gener de 2019 la seva població era de 14.796 habitants.
Rosarno limita amb els municipis següents: Candidoni, Cittanova, Gioia Tauro, Laureana di Borrello, Melicucco, Nicotera, Rizziconi, San Ferdinando, Feroleto della Chiesa i Mileto.
La ciutat és un important centre agrícola i comercial conegut per la producció de cítrics, oli d'oliva i vins.